# Nicholas Schultz (hockey sur glace)
Pour les articles homonymes, voir Nick Schultz et Schultz.
Nicholas Andrew Schultz (né le 25 août 1982 à Strasbourg dans la province de la Saskatchewan au Canada) est un joueur professionnel canadien de hockey sur glace. Il évolue au poste de défenseur.

## Carrière
Schultz, qui joua au niveau junior pour les Raiders de Prince Albert dans la Ligue de hockey de l'Ouest fut sélectionné lors de la seconde ronde en 33e position par le Wild du Minnesota lors du repêchage d'entrée de 2000.
Alors qu'il joue sa dernière saison avec les Raiders, il est nommé dans l'équipe d'étoiles de l'est de la LHOu, ainsi que joueur de l'année de son équipe et de la ligue. il rejoint les rangs du Canada en 2001 lors du Championnat du monde junior de hockey sur glace où l'équipe décroche la médaille de bronze. Au terme du tournoi il s'aligne avec les Lumberjacks de Cleveland de la ligue internationale de hockey pour un total de sept rencontres.
Il débute en Ligue national de hockey dès la saison 2001-2002 alors qu'il est encore considéré comme étant un joueur junior. Il quitte l'équipe le temps de s'aligner une dernière fois pour l'équipe junior du Canada qui remporte la médaille d'argent lors du championnat du monde junior de 2002 et rejoint le club école du Wild dans la Ligue américaine de hockey, les Aeros de Houston pour qui il joue lors des séries éliminatoires.
Après une saison complète dans la LNH et s'étant imposé comme un solide défenseur à la ligne bleue du Wild, Schultz prend part en 2004, toujours pour le Canada, au Championnat du monde de hockey sur glace se déroulant à Prague en République tchèque. Il y remporte cette fois-ci sa première médaille d'or.
Lors du lock-out que connait la LNH en 2004-2005, il signe un contrat d'une saison avec les Huskies de Kassel alors membre de la Deutsche Eishockey-Liga en Allemagne.
Il revient jouer dans la LNH la saison suivante. Il participe à deux autres occasions au championnat du monde pour l'équipe du Canada en 2006 où l'équipe termine quatrième et en 2007 où il remporte à nouveau la médaille d'or.
Le 27 février 2012, il est échangé au Oilers d'Edmonton, contre le défenseur Tom Gilbert.
Le 5 mars 2014, il est échangé aux Blue Jackets de Columbus contre un choix de cinquième ronde au repêchage.

## Statistiques

### En club
| Saison     | Équipe                   | Ligue      |       | Saison régulière | Saison régulière | Saison régulière | Saison régulière | Saison régulière |   | Séries éliminatoires | Séries éliminatoires | Séries éliminatoires | Séries éliminatoires | Séries éliminatoires |
| Saison     | Équipe                   | Ligue      | PJ    | B                | A                | Pts              | Pun              | PJ               | B | A                    | Pts                  | Pun                  |                      |                      |
| 1998-1999  | Raiders de Prince Albert | LHOu       | 58    | 5                | 18               | 23               | 37               | 14               | 0 | 7                    | 7                    | 0                    |                      |                      |
| 1999-2000  | Raiders de Prince Albert | LHOu       | 72    | 11               | 33               | 44               | 38               | 6                | 0 | 3                    | 3                    | 2                    |                      |                      |
| 2000-2001  | Raiders de Prince Albert | LHOu       | 59    | 17               | 30               | 47               | 120              | -                | - | -                    | -                    | -                    |                      |                      |
| 2000-2001  | Lumberjacks de Cleveland | LIH        | 4     | 1                | 1                | 2                | 2                | 3                | 0 | 1                    | 1                    | 0                    |                      |                      |
| 2001-2002  | Wild du Minnesota        | LNH        | 52    | 4                | 6                | 10               | 14               | -                | - | -                    | -                    | -                    |                      |                      |
| 2001-2002  | Aeros de Houston         | LAH        | -     | -                | -                | -                | -                | 14               | 1 | 5                    | 6                    | 2                    |                      |                      |
| 2002-2003  | Wild du Minnesota        | LNH        | 75    | 3                | 7                | 10               | 23               | 18               | 0 | 1                    | 1                    | 10                   |                      |                      |
| 2003-2004  | Wild du Minnesota        | LNH        | 79    | 6                | 10               | 16               | 16               | -                | - | -                    | -                    | -                    |                      |                      |
| 2004-2005  | Huskies de Kassel        | DEL        | 46    | 7                | 15               | 22               | 26               | 7                | 0 | 4                    | 4                    | 6                    |                      |                      |
| 2005-2006  | Wild du Minnesota        | LNH        | 79    | 2                | 12               | 14               | 43               | -                | - | -                    | -                    | -                    |                      |                      |
| 2006-2007  | Wild du Minnesota        | LNH        | 82    | 2                | 10               | 12               | 42               | 5                | 0 | 1                    | 1                    | 0                    |                      |                      |
| 2007-2008  | Wild du Minnesota        | LNH        | 81    | 2                | 13               | 15               | 42               | 1                | 0 | 0                    | 0                    | 0                    |                      |                      |
| 2008-2009  | Wild du Minnesota        | LNH        | 79    | 2                | 9                | 11               | 31               | -                | - | -                    | -                    | -                    |                      |                      |
| 2009-2010  | Wild du Minnesota        | LNH        | 80    | 1                | 19               | 20               | 43               | -                | - | -                    | -                    | -                    |                      |                      |
| 2010-2011  | Wild du Minnesota        | LNH        | 74    | 3                | 14               | 17               | 38               | -                | - | -                    | -                    | -                    |                      |                      |
| 2011-2012  | Wild du Minnesota        | LNH        | 62    | 1                | 2                | 3                | 30               | -                | - | -                    | -                    | -                    |                      |                      |
| 2011-2012  | Oilers d'Edmonton        | LNH        | 20    | 0                | 4                | 4                | 10               | -                | - | -                    | -                    | -                    |                      |                      |
| 2012-2013  | Oilers d'Edmonton        | LNH        | 48    | 1                | 8                | 9                | 24               | -                | - | -                    | -                    | -                    |                      |                      |
| 2013-2014  | Oilers d'Edmonton        | LNH        | 60    | 0                | 4                | 4                | 24               | -                | - | -                    | -                    | -                    |                      |                      |
| 2013-2014  | Blue Jackets de Columbus | LNH        | 9     | 0                | 1                | 1                | 4                | 2                | 0 | 0                    | 0                    | 0                    |                      |                      |
| 2014-2015  | Flyers de Philadelphie   | LNH        | 80    | 2                | 13               | 15               | 47               | -                | - | -                    | -                    | -                    |                      |                      |
| 2015-2016  | Flyers de Philadelphie   | LNH        | 81    | 1                | 9                | 10               | 42               | 6                | 0 | 0                    | 0                    | 2                    |                      |                      |
| 2016-2017  | Flyers de Philadelphie   | LNH        | 28    | 0                | 4                | 4                | 10               | -                | - | -                    | -                    | -                    |                      |                      |
| Totaux LNH | Totaux LNH               | Totaux LNH | 1 069 | 30               | 145              | 175              | 483              | 32               | 0 | 2                    | 2                    | 12                   |                      |                      |

### En équipe nationale
| Année | Équipe | Événement |   | PJ | B | A | Pts | Pun                |  | Résultat |
| 2001  | Canada | CM Jr.    | 7 | 0  | 0 | 0 | 2   | Médaille de bronze |  |          |
| 2002  | Canada | CM Jr.    | 7 | 0  | 2 | 2 | 4   | Médaille d'argent  |  |          |
| 2004  | Canada | CM        | 9 | 0  | 1 | 1 | 0   | Médaille d'or      |  |          |
| 2006  | Canada | CM        | 9 | 0  | 2 | 2 | 6   | 4e place           |  |          |
| 2007  | Canada | CM        | 9 | 0  | 0 | 0 | 2   | Médaille d'or      |  |          |

## Honneurs et trophées
- Western Hockey League
  - Membre de l'équipe d'étoiles de l'association de l'est en 2001.
  - Nommé joueur de l'année dans la WHL en 2001.
  - Nommé meilleur joueur des Raiders de Prince Albert en 2001.
- Championnat du monde junior de hockey sur glace
  - Vainqueur de la Médaille de bronze en 2001 et de la Médaille d'argent en 2002.
- Championnat du monde de hockey sur glace
  - Vainqueur de la Médaille d'or en 2004 et 2007.

## Transactions
- 2000 ; repêché par le Wild du Minnesota ( 1er choix de l'équipe, 33e au total).
- 24 septembre 2004 ; signe à titre d'agent libre avec les Huskies de Kassel de la Deutsche Eishockey-Liga en Allemagne.

## Parenté dans le sport
Il est le cousin de Jesse Schultz qui est aussi joueur professionnel de hockey.